# Индо-тихоокеанская нарка
Индо-тихоокеанская нарка или индийский электрический скат (лат. Narke dipterygia) — вид скатов рода нарки семейства лат. Narkidae отряда электрических скатов. Это хрящевые рыбы, ведущие донный образ жизни, с крупными, уплощёнными грудными и брюшными плавниками, образующими почти круглый диск, коротким, толстым хвостом, оканчивающимся мускулистым хвостовым плавником и одним спинным плавником. Они способны генерировать электрический ток. Обитают в тропических водах Индийского океана и в северо-западной части Тихого океана. Максимальная зарегистрированная длина 35 см. Эти скаты размножаются яйцеживорождением.

## Таксономия
Впервые вид был научно описан в 1801 году. Видовой эпитет происходит от слов др.-греч. δι — «два», греч. πτερόν — «крыло» и уменьшительного суффикса др.-греч. -ίγιο и, вероятно, связано с тем, что по обе стороны короткого хвостового стебля у этих скатов расположены складки кожи.

## Ареал
Индо-тихоокеанские нарки обитают в восточной части Индийского океана от Омана и Аравийского моря до Индии и Пакистана, в западной части Индийского океана от Индии до Малайзии и в северо-западной части Тихого океана у побережья Сингапура, Таиланда, Вьетнама, Китая, Тайваня и Японии. Эти скаты встречаются в тропических континентальных водах как у берега, так и в открытом море.

## Описание
Грудные плавники образуют почти круглый диск. По обе стороны головы сквозь кожу проглядывают электрические парные органы в форме почек. Позади мелких глаз расположены крупные брызгальца. На нижней стороне диска расположены пять пар жаберных щелей.
Края крупных и широких брюшных плавников выгнуты, основание плавников лежит под грудными плавниками. У взрослых самцов имеются толстые и короткие птеригоподии. Над брюшными плавниками расположен единственный спинной плавник. По бокам короткого и толстого хвоста имеются складки кожи, хвост оканчивается крупным треугольным хвостовым плавником. Кожа лишена чешуи. 

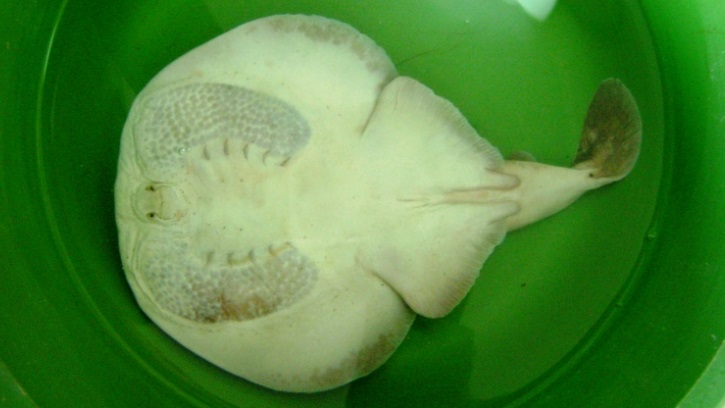
Вентральная сторона индо-тихоокеанской нарки.

Окраска дорсальной поверхности ровного коричневато-бежевого цвета. Вентральная поверхность белая или желтоватая. Максимальная зарегистрированная длина 35 см.

## Биология
Индо-тихоокеанские нарки являются донными морскими рыбами. Вероятно, они размножаются яйцеживорождением, подобно прочим электрическим скатам. В помёте 4—6 новорожденных длиной около 10 см. Роды происходят с мая по июль.

## Взаимодействие с человеком
Эти скаты не представляют интереса для коммерческого рыболовства. Они часто попадаются в качестве прилова при коммерческом промысле с помощью донных тралов и жаберных сетей. Международный союз охраны природы присвоил этому виду статус «Недостаточно данных».